# Trojský koník (časopis)
Trojský koník je název časopisu, který vydává Zoo Praha.
Časopis vychází od roku 1999. Nejprve byla periodicita dvakrát ročně, v roce 2013 se změnila na čtyři vydání za jeden kalendářní rok (zpravidla s ústředním tématem). V roce 2019 změnil grafickou podobu, zvětšil se rozsah a součástí časopisu se stal také Trojský koníček – speciální časopis pro děti.
V roce 2020 se poprvé dostal do běžné distribuce, do té doby byl k dispozici jen v areálu zoologické zahrady, případně přes předplatné a online prodej.
První číslo v roce 1999 bylo vydáno v nákladu 10 tisíc ks. Od druhého čísla se náklad dostal na úroveň 3 000 kusů. Od druhého čísla třetího ročníku (2001) se náklad zvedl na 4000 ks a následně kolísal mezi 3000 a 4000. Později osciloval mezi čtyřmi a pěti tisíci výtisky. V roce 2019 činil náklad jednotlivých čísel 4500, resp. 5000 ks. Roku 2020 se jednalo o 9000 ks.

## Mimořádná čísla
Kromě pravidelných čísel bylo vydáno také několik mimořádných čísel:
- 2002: mimořádné povodňové číslo – náklad 6000 ks
- 2004: zvláštní vydání k otevření pavilonu Indonéská džungle – náklad 4000 ks
- 2005: zvláštní vydání k narození prvního gorilího mláděte v ČR – náklad 4000 ks
- 2007: zvláštní doplnění a aktualizované vydání Gorily – náklad 5000 ks
- 2008: Kůň Převalského – mimořádné číslo k příležitosti 75. výročí narození prvního hříběte v pražské zoo – náklad 4000 ks
- 2009: mimořádné číslo Lachtani! – náklad 3000 ks
- 2010: mimořádné číslo Žirafy – náklad 4000 ks
- 2012: mimořádné číslo Varani – náklad 4000 ks

## Témata
Témata prezentovaná v časopisu se v průběhu času mírně měnila. Vždy ale nejvíce prostoru dostávaly informace o nových přírůstcích (mláďatech a dovezených jedincích), informace o nových stavbách, akcích, zajímavosti ze zákulisí i ochranářská problematika. Zejména zpočátku byla část věnována zajímavostem z historie.